# Числа харшад
Числа харшад, или числа Нивена, — натуральные числа, делящиеся нацело на сумму своих цифр.
Таким числом является, например, 1729, так как 1729 = (1 + 7 + 2 + 9) × 91.
Очевидно, что все числа от 1 до 10 являются числами харшад.
Первые 50 чисел харшад, не меньших 10:
10, 12, 18, 20, 21, 24, 27, 30, 36, 40, 42, 45, 48, 50, 54, 60, 63, 70, 72, 80, 81, 84, 90, 100, 102, 108, 110, 111, 112, 114, 117, 120, 126, 132, 133, 135, 140, 144, 150, 152, 153, 156, 162, 171, 180, 190, 192, 195, 198, 200.
Имеет смысл также рассматривать числа харшад в других системах счисления. Числа, которые являются числами харшад во всех системах счисления, называются обобщёнными числами харшад. Их всего четыре: 1, 2, 4, 6.

## История
Числа харшад были исследованы индийским математиком Даттараей Рамчандрой Капрекаром. Слово «харшад» происходит от санскритского IAST: harṣa «великая радость».

## Оценка плотности распределения чисел харшад
Пусть {\displaystyle N(x)} — количество чисел харшад, не больших {\displaystyle x}, тогда для любого ε > 0
{\displaystyle x^{1-\varepsilon }\ll N(x)\ll {\frac {x\log \log x}{\log x}}.}
Жан-Мари де Конинк, Николас Доён и Катаи показали и доказали, что
{\displaystyle N(x)=(c+o(1)){\frac {x}{\log x}},}
где
{\displaystyle c={\frac {14}{27}}\ln 10\approx 1{,}1939.}